# HMS Llandudno (J67)
Le HMS Llandudno (pennant number J67)  est un dragueur de mines de la classe Bangor lancé pour la Royal Navy (RN) et qui a servi pendant la Seconde Guerre mondiale.

## Conception
Le Llandudno est commandé dans le cadre du programme de la classe Bangor de 1939-40 le 28 août 1939 pour le chantier naval de William Hamilton and Company à Port Glasgow en Écosse. La pose de la quille est effectuée le 20 octobre 1939, le Llandudno est lancé le 8 novembre 1941 et mis en service le 29 mars 1942.
La classe Bangor doit initialement être un modèle réduit de dragueur de mines de la classe Halcyon au service de la Royal Navy,. La propulsion de ces navires est assurée par 3 types de motorisation: moteur diesel, moteur à vapeur à pistons double ou triple expansions et turbine à vapeur. Cependant, en raison de la difficulté à se procurer des moteurs diesel, la version diesel a été réalisée en petit nombre.
Les dragueurs de mines de classe Bangor version Royal Navy à turbines déplacent 667 tonnes en charge normale. Afin de pouvoir loger les chaufferies, ce navire possède des dimensions plus grandes que les premières versions à moteur diesel avec une longueur totale de 53 mètres LHT, une largeur de 8,69 mètres et un tirant d'eau de 3,12 mètres. Ce navire est propulsé par 2 turbines à vapeur alimentées par 2 chaudières à tubes d'eau à 3 tambours Admiralty et entraînant deux arbres d'hélices. Les moteurs développent une puissance de 2 000 chevaux-vapeur (1 500 kW) et atteignent une vitesse maximale de 16 nœuds (30 km/h). Le dragueur de mines peut transporter un maximum de 163 tonnes de fioul qui lui donne un rayon d'action de 2 800 milles nautiques (5 200 kilomètres) à 10 nœuds (19 km/h).
Leur manque de taille donne aux navires de cette classe de faibles capacités de manœuvre en mer, qui seraient même pires que celles des corvettes de la classe Flower. Les versions à moteur diesel sont considérées comme ayant de moins bonnes caractéristiques de maniabilité que les variantes à moteur alternatif à faible vitesse. Leur faible tirant d'eau les rend instables et leurs coques courtes ont tendance à enfourner la proue lorsqu'ils sont utilisés en mer de face.
Les navires de la classe Bangor sont également considérés comme exigus pour les membres d'équipage, entassant plus de 60 officiers et matelots dans un navire initialement prévu pour un total de 40 hommes.
Les Bangors équipés de turbine à vapeur sont armés d'un canon anti-aérien de 12 livres 3-inch QF (76,2 mm) et d'un canon AA QF de 2 livres (40 mm). Sur certains navires, le canon de 2 livres est remplacé par un canon AA Oerlikon de 20 mm simple ou double, tandis que la plupart des navires sont équipés de quatre affûts Oerlikon simples supplémentaires au cours de la guerre. Pour les missions d'escortes, leur équipement de dragage de mines peuvent être échangé contre une quarantaine de grenades sous-marines.

## Histoire

### Seconde Guerre mondiale
Le 11 avril 1942, le Llandudno effectue au large de Tobermory des exercices de lutte anti-sous-marine, conduit par le sous-marin anglais de Classe R-1 HMS P 511 (P511), avec ses sister ship anglais HMS Dunbar (J53) et de la Royal Indian Navy HMIS Orissa (J200) et le chalutier armé HMS Asie (FY370). Le lendemain, ces exercices sont reconduits, mais accompagnés cette fois avec le HMIS Orissa et les chalutiers armés HMS Foula (T 203) et HMS Stroma (T150).
Le 8 décembre 1942, le Llandudno effectue au large de Lough Foyle des exercices de lutte anti-sous-marine, conduit par le sous-marin anglais de classe H HMS H 34 (N34), avec les corvettes canadiennes NCSM Prescott (K161), NCSM Galt (K163) et NCSM Wetaskiwin (K175), le sloop] HMS Lulworth (Y60) et le chalutier armé HMS King Sol (FY235).
Le 6 octobre 1943, le Llandudno effectue au large de Scapa Flow des exercices de lutte anti-sous-marine, conduit par le sous-marin anglais de classe V HMS Viking, avec les dragueurs de mines HMS Speedwell (J87) et HMS Seagull (J85) et le chalutier armé HMS Graemsay (T291).
Le Llandudno ne figure plus comme unité active dans la liste de la marine de juillet 1945. Il est vendu le 8 mai 1947 comme navire marchand sous le nom de Rorvik et mis au rebut pour démantèlement en 1952.

### Participation auxconvois
Le Llandudno a navigué avec les convois suivants au cours de sa carrière:
1. Convoi ETC 4

### Commandement
- A/Commander (A/Cdr.) Roger Frederick (RN) du 17 mars 1942 au 21 mai 1942
- T/Lieutenant (Y/Lt.) Eric Morton Betts (RNR) du 21 mai 1942 au 9 décembre 1942
- Lieutenant Commander (Lt.Cdr.) John Cecil Benson (RNVR) du 9 décembre 1942 au 13 octobre 1943
- T/A/Lieutenant Commander (T/A/Lt.Cdr.) Frank Gilbert Darnborough (RNVR) du 13 octobre 1943 au 4 juillet 1944
- Lieutenant Commander (Lt.Cdr.) Osmond Henry Pulman (RNR) du 4 juillet 1944 au 22 mars 1945
- Lieutenant (Lt.) John Robert Nash (RNR) du 22 mars 1945 à mi-1945

Notes:
RN: Royal Navy
RNR: Royal Naval Reserve
RNVR: Royal Naval Volunteer Reserve